# Nové Město nad Metují
Nové Město nad Metují é uma cidade checa localizada na região de Hradec Králové, distrito de Náchod‎.